# Jeanne II (reine de Naples)
Pour les articles homonymes, voir Jeanne II et Jeanne de Naples.
 (novembre 2018).
Si vous disposez d'ouvrages ou d'articles de référence ou si vous connaissez des sites web de qualité traitant du thème abordé ici, merci de compléter l'article en donnant les références utiles à sa vérifiabilité et en les liant à la section « Notes et références ».
Jeanne II de Naples, née le 25 juin 1373 à Zadar, morte le 2 février 1435 à Naples, est reine de Naples de 1414 à 1435, fille de Charles III (1345-1386), roi de Naples et de Hongrie, et de Marguerite de Durazzo.

## Biographie
Héritière de la maison d'Anjou-Durazzo-Gravina et du trône de Naples, elle épouse, à Vienne en 1401, Guillaume de Habsbourg, fils de Léopold III de Habsbourg, duc de Styrie, et de Viridis Visconti. Guillaume meurt cinq ans plus tard sans qu'ils aient eu d'enfant. Son veuvage est plutôt frivole et elle s'entoure d'amants.

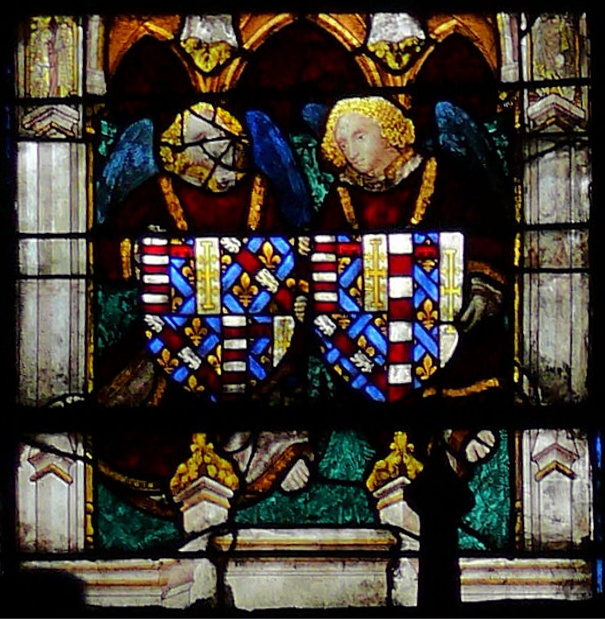
Chartres-Chapelle Vendôme-Armes de Jacques de Bourbon et Jeanne de Naples.

Elle succède à son frère Ladislas Ier de Naples en 1414, et décide alors de se remarier. De tous les princes d'Europe, c'est Jacques II de Bourbon-La Marche (1370 † 1438) qui est choisi et épousé en 1415. Mais le nouveau roi, jaloux, ne supportant pas les favoris de la reine, en fait décapiter plusieurs et jette la reine en prison. Les Napolitains la délivrent et Jacques doit retourner en France en 1419.
Jeanne prend un nouveau favori, Giovanni Caracciolo, qu'elle fait mettre à mort en 1432.
N'ayant pas d'enfants, elle désigne pour lui succéder Alphonse V d'Aragon alors roi de Sicile insulaire (Palerme) ; celui-ci ayant tenté de la renverser, elle choisit à sa place Louis III d'Anjou († 1434), puis son frère René Ier, duc de Bar et d'Anjou, comte de Provence.
Jeanne II meurt en 1435. René, alors prisonnier du duc de Bourgogne, est roi de Naples jusqu'en 1442 puis il est détrôné par Alphonse V qui réunit ainsi les deux royaumes de Sicile, séparés depuis les Vêpres siciliennes de 1282.